# Fabryka Maszyn Żniwnych
Fabryka Maszyn Żniwnych im. Marcelego Nowotki „Agromet” w Płocku (FMŻ) – jedyny polski producent kombajnów zbożowych serii Vistula i Bizon oraz innych maszyn żniwnych. Powstała po połączeniu warsztatów naprawczych i fabryk narzędzi rolniczych.
Początki sięgają roku 1870, kiedy to Mojżesz Szyja Sarna założył fabrykę maszyn i urządzeń rolniczych, zlokalizowaną pomiędzy ulicami: Sienkiewicza, Bielską i Królewiecką. Produkowała m.in. pługi i sieczkarnie, a także zajmowała się też remontami maszyn w tartakach, browarach, gorzelniach i innych.
Podczas II wojny światowej zakłady te zostały przejęte przez Niemców i połączone w lutym 1940 w jeden warsztat, który nazywał się Landmaschinen Fabrik Plock Maschinen-Industrie. Od tego czasu produkowano wyposażenie na potrzeby Wehrmachtu.
6 lutego 1945 decyzją Pełnomocnika Resortu Gospodarki Narodowej i Finansów utworzono Płockie Zakłady Maszynowe w Płocku. W czerwcu 1945 wystartowała w zakładach produkcja maszyn rolniczych (wialni, młocarni, kieratów, sieczkarni, śrutowników). Przyłączono do nich również przedsiębiorstwo Autohof zajmujące się naprawą samochodów. Minister Przemysłu i Handlu w dniu 15 września 1948 zakłady te przemianował na Fabrykę Maszyn Żniwnych. W 1953 nadano fabryce imię Marcelego Nowotki i zaczęto budowę nowych hal produkcyjnych przy ul. Otolińskiej 25. Następna reorganizacja miała miejsce w 1974, wtedy ten zakład został połączony z Państwowym Ośrodkiem Maszynowym w Żurominie – przedsiębiorstwo nazywało się Fabryka Maszyn Żniwnych im. Marcelego Nowotki „Agromet” w Płocku, a nadzór nad nim miał Minister Przemysłu Maszynowego.
W fabryce rozpoczęto produkować serie kombajnów o nazwie Bizon. Nazywały się tak, ponieważ wyglądem bardzo przypominają bizona – dużego, parzystokopytnego ssaka z rodziny wołowatych. Filia w Żurominie miała własną strukturę organizacyjną do 1991, wtedy nastąpiło rozdzielenie zakładów i na jej bazie utworzono Zakłady Metalowe „Wkra”. W połowie lat 50. XX wieku FMŻ już była krajowym monopolistą w produkcji kombajnów zbożowych, pod koniec lat 80. XX wieku posiadała monopolistyczną sieć handlową Przedsiębiorstwo Handlu Sprzętem Rolniczym „Agroma” na tzw. zamówienia rządowe. Przy fabryce działała przyzakładowa szkoła zawodowa – od 1961 r. jako Zasadnicza Szkoła Zawodowa oraz od 1969 Zakład Doświadczalny przekształcony pod koniec 1971 w Ośrodek Badawczo-Rozwojowy (istniał do 16 lutego 1982).
Zmiany społeczno-gospodarcze na przełomie lat 1989/1990 załamały sprzedaż kombajnów „Bizon”. Znacznie spadła liczba produkowanych w Płocku kombajnów (1989 – 5847 szt., 1993 – 195 szt.), między innymi główny odbiorca – państwowe gospodarstwa rolne zostały zlikwidowane, rolnicy indywidualni kupowali głównie maszyny używane. Fabryka Maszyn Żniwnych nie przetrwała zmian ustrojowych. Od 1990 podjęto działania restrukturyzacyjne, sprowadzające się do utworzenia 1 grudnia 1992 z rentownej części zakładu spółki prawa handlowego „Bizon”. 22 kwietnia 1993 FMŻ poddano programowi naprawczemu, ustanawiając nad nią zarząd komisaryczny. W wyniku reorganizacji na bazie wydziałów produkcyjnych powołano spółkę Maszyny Żniwne. 5 stycznia 1996 roku właścicielami spółki Bizon stały się Bank Handlowy (85 proc. udziałów) oraz Sipma (15 proc. udziałów). 1 lipca 1996 z powodu zadłużenia postawiono ją w stan likwidacji. W okresie tym działała pod nazwą Fabryka Maszyn Żniwnych w Płocku w likwidacji.
10 czerwca 1998 Sąd Wojewódzki w Płocku ogłosił upadłość przedsiębiorstwa. Proces upadłościowy zakładu FMŻ zakończył się w styczniu 2001 i został poprzedzony likwidacją w lipcu 2000 spółki „Maszyny Żniwne”.
W 1998 roku firma New Holland, należąca do koncernu Fiata, kupiła ponad 90 proc. udziałów w płockiej spółce Bizon od Handlowy-Inwestycje należąca do Banku Handlowego. Nowo utworzona spółka została nazwana New Holland BIZON. W 2002 r. zmieniono nazwę firmy na CNH Polska Sp. z o.o. Od 2014 roku spółka działa pod nazwą CNH Industrial Polska Sp. z o.o.
Obecnie w Płocku są produkowane kombajny zbożowe New Holland z serii TC: TC4.90, TC5.70, TC5.80, TC5.90, TC5.90 Hillside; CX: CX5, CX6 i CH7.70 Crossover Harvesting, prasy rolujące oraz zespoły żniwne do kombajnów Case IH i New Holland. 

## Dyrektorzy
- Tadeusz Borkowski (kwiecień 1945 - 15 lipca 1946)[4]
- Leopold Grębosz (luty 1966 – 1970),
- Czesławem Stygar (1 kwiecień 1970  - 20 maja 1977)[5]
- Wacław Wojciechowski (1977 – 7 stycznia 1982)[6]
- Józef Starachowski (1982 - październik 1992)
- Zdzisław Sarzalski (1992-)